# 處容舞
處容舞是一種具有象徵意義的朝鮮民族面具舞，以紀念東海龍王之子處容為基礎。它也是迄今所存最早的新羅時期宮廷舞。處容舞也被看做是一種朝鮮巫教舞蹈，因為其在年底表演時，通常也被賦予有辟邪和驅邪的意義。
該舞已被韓國列入国家无形文化财。